# Шадунц, Сурен Константинович
Суре́н Константи́нович Шаду́нц (арм. Սուրեն Կոստանդինի Շադունց, 1898 год, село Джебраил, Елизаветпольская губерния — 21 апреля 1938) — советский партийный и государственный деятель. Будучи этническим армянином, с 3 января 1935 года по 16 января 1937 года являлся первым секретарём Центрального комитета Коммунистической партии Таджикской ССР и фактическим руководителем Таджикской ССР. 

## Биография
По национальности — армянин.
В 1921 году переехал в Ереван. Вел революционную работу и участвовал в установлении Советской власти в Азербайджане и Армении. В 1921—1923 годах — секретарь Комитета ВКП(б) г. Еревана, работал в ВКП(б) и в ЦК ВКП(б).
С 1923 года на хозяйственной работе. Был начальником отдела водного хозяйства Народного комиссариата земледелия Армянской ССР, руководил Закавказским управлением водного хозяйства. В 1928—1931 годах работал в аппарате ЦК ВКП(б).
Был направлен на работу в Среднюю Азию: в 1931—1932 годах — председатель Средне-Азиатского хлопкового объединения, в 1932—1934 годах — секретарь Средне-Азиатского бюро ЦК ВКП(б). Как уполномоченный Среднеазиатского бюро ВКП(б) весной 1931 года руководил разгромом басмаческих банд, вторгшихся из Афганистана в Таджикистан.
В 1935—1937 годах — первый секретарь ЦК КП(б) Таджикистана. В 1937 году — руководитель группы Комитета партийного контроля при ЦК ВКП(б).
Член Центральной контрольной комиссии ВКП(б) (1930—1934). Член Комиссии партийного контроля при ЦК ВКП(б) (1934—1937).
В ноябре 1937 года был арестован. Военная коллегия Верховного суда СССР осудила его по обвинению в участии в контрреволюционной террористической организации и приговорила к высшей мере наказания. 21 апреля 1938 года он был расстрелян в пос. Коммунарка Московской области и захоронен на местном кладбище. В сентябре 1956 года определением Военной Коллегии Верховного Суда СССР был посмертно реабилитирован.

## Награды и звания
В декабре 1935 г. за выдающиеся успехи в области сельского хозяйства и за перевыполнение государственных планов по сельскому хозяйству был награждён орденом Ленина.